# Union nationale radicale
L'Union nationale radicale (en grec moderne : Εθνική Ριζοσπαστική Ένωσις / Ethniki Rizospastiki Enosis),  était un parti politique grec formé en 1955 par Constantin Karamanlís peu de temps après sa nomination au poste de Premier ministre. 
Il s'agit en fait d'une réorganisation du Rassemblement grec (Ελληνικός Συναγερμός / Ellinikos Sinayermos) d’Aléxandros Papágos.
L'historien Dimitris Kousouris relève qu'après la guerre civile, « la droite intègre au sein de l'appareil d'État des personnalités farouchement anticommunistes et de nombreux éléments d'extrême droite. Et dans une période où la polarisation politique reste très forte, le Parti communiste interdit et de nombreuses organisations de gauche réprimées, le Premier ministre n'est pas toujours capable de contrôler ces éléments », comme en témoigne l'assassinat de Grigóris Lambrákis, député de la Gauche démocratique unie (EDA), en mai 1963.
L'ΕRΕ était un  parti conservateur, qui comprenait des hommes politiques de premier plan, tels Panagiotis Kanellopoulos et Konstantinos Tsatsos.

## Résultats
| Année | %    | Mandats   | Rang |
| ----- | ---- | --------- | ---- |
| 1956  | 47,4 | 165 / 300 | 1er  |
| 1958  | 41,2 | 171 / 300 | 1er  |
| 1961  | 50,8 | 176 / 300 | 1er  |
| 1963  | 39,4 | 132 / 300 | 2e   |
| 1964  | 35,3 | 107 / 300 | 2e   |